# Cordillerodexia colombiana
Cordillerodexia colombiana là một loài ruồi trong họ Tachinidae.